# جیسون برست
جیسون برست (انگلیسی: Jason Brissett؛ زادهٔ ۷ سپتامبر ۱۹۷۴) ورزشکار فوتبال اهل بریتانیا است.
از باشگاه‌هایی که در آن بازی کرده‌است می‌توان به باشگاه فوتبال آرسنال، باشگاه فوتبال والسال، باشگاه فوتبال ای. اف. سی بورنموث، باشگاه فوتبال چلتنهام تاون، باشگاه فوتبال لیتون اورینت، باشگاه فوتبال پیتربورو یونایتد، و باشگاه فوتبال استیونج اشاره کرد.